# 周錦基
周錦基（英語：Frankie Chow Kam Kei，1976年—），香港民主派人士、男性政治人物，前灣仔起步成員，「又飛啦」創辦人。

## 從政

### 2019年區議會選舉
加入時任由灣仔區議會大坑選區區議員楊雪盈於2019年香港區議會選舉成立新的民主派地區組織「灣仔起步」，並成為司徒拔道選區的社區專員。
| 政党   | 政党     | 候选人    | 票数  | %     | ±      |
| ------ | -------- | --------- | ----- | ----- | ------ |
|        | 獨立     | ①. 黃宏泰 | 1,908 | 54.53 | -9.64  |
|        | 灣仔起步 | ②. 周錦基 | 1,591 | 45.47 | 不適用 |
| 多数票 | 多数票   | 多数票    | 317   | 9.06  | 不適用 |

### 2020年立法會選舉
有意參選旅遊界功能組別選舉。

## 外部連結
- 周錦基 Frankie Chow的Facebook專頁